# Siksko carstvo
Siksko carstvo (takođe Sik Kalsa Raž ili Sarkar-i Kalsa) bila je država sa Indijskog potkontinenta, formirana pod vođstvom maharadže Randžita Singa, koji je osnovao sekularno carstvo sa sedištem u Pandžabu. Carstvo je postojalo od 1799. godine, kada je Randžit Sing zauzeo Lahor, do 1849. godine, i bilo je zasnovano na temeljima Kalse iz zajednice autonomnih sikskih država. Na svom vrhuncu u 19. veku, carstvo se prostiralo od Hajberskog prelaza na zapadu do zapadnog Tibeta na istoku, i od Mitankota na jugu do Kašmira na severu. Verski raznoliko, sa procenjenim stanovništvom od 3,5 miliona u 1831. godini (što ga čini 19. najmnogoljudnijom državom u to vreme), to je bio poslednji veliki region Indijskog potkontinenta koji su Britanci aneksirali.
Temelji Sikskog carstva mogu se pratiti već od 1707, godine Aurangzebove smrti i početka propasti Mogulskog carstva. Pošto su Muguli znatno oslabili, sikska vojska, poznata kao Dal Kalsa, preuređenje Kalse koje je inaugurisao Guru Gobind Sing, vodila je ekspedicije protiv njih i Avganistanaca na zapadu. To je dovelo do porasta vojske koja se podelila u različite konfederacije ili polunezavisne države. Svaka od ovih komponentnih armija kontrolisala je različita područja i gradove. Međutim, u periodu od 1762. do 1799. godine, izgledalo je da su sikski zapovjednici postajali samostalni ratni zapovednici.
Formiranje carstva počelo je maharadža Randžit Singovim osvajanjem Lahora od njegovog afganistanskog vladara, Zaman Šah Durana, i posledičnim progresivnim proterivanjem Avganistanaca iz Pundžaba, s njihovim porazom u Avgan-sikskim ratovima i objedinjavanjem zasebnih sikskih područja. Randžit Sing je proglašen maharadžom Pundžaba 12. aprila 1801 (što se poklopa sa Vajsakijem), čime je stvarena jedinstvena političku državu. Sahib Sing Bedi, potomak Gurua Nanaka, sproveo je krunisanje. Randžit Sing se uzdigao na vlast u vrlo kratkom periodu, od vođe jedne teritorije, da bi na kraju postao panđabski maharadža. On je počeo je da modernizuje svoju vojsku, koristeći najsavremeniju obuku, kao i oružje i artiljeriju. Nakon smrti Randžita Singa, carstvo je oslabljeno unutrašnjim podelama i lošom političkom upravom. Konačno, do 1849. godine država je raspuštena nakon poraza u Anglo-sikskim ratovima. Carstvo Sika bilo je podeljeno na četiri pokrajine: Lahor, u Pandžabu, koji je postao glavni grad Sika, Multan, takođe u Pandžabu, Pešavar i Kašmir od 1799. do 1849.

## Zaleđina

### Mugulska vladavina nad Pandžabom
Sikska religija nastala je oko vremena osvajanja Severne Indije od strane Babura, osnivača Mogalskog carstva. Njegov osvajački unuk, Akbar Veliki, podržavao je versku slobodu i nakon što je posetio langur Gurua Amara Dasa stekao je povoljan utisak o sikizmu. Kao rezultat njegove posete donirao je zemlju langaru i Muguli nisu imali sukoba sa sikskim guruima do njegove smrti 1605. Njegov naslednik Džahangir, međutim, Sike je vidio kao političku pretnju. On je naredio Guru Arjunu Devu, koji je uhapšen zbog podrške pobunjeniku Kusrau Mirzi, da promeni pasus o islamu u Adi Grantu. Kad je Guru odbio, Džahangir je naredio da bude ubijen mučenjem. Mučeništvo Gurua Arjana Deva dovelo je do šestog Gurua, Gurua Hargobinda, koji je proglasio suverenitet Sika u stvaranju Akal Takta i uspostavljanju utvrđenja za odbranu Amricara. Džahangir je pokušao da potvrdi vlast nad Sikima tako što je zatvorio Gurua Hargobinda u Gvalioru, ali ga je pustio nakon niza godina kada se više nije osećao ugroženim. Sikska zajednica nije imala daljih problema sa Mogulskim carstvom sve do smrti Džahangira 1627. Džahangirov sin naslednik, Šah Džahan je bio uvređen „suverenitetom” Gurua Hargobindsa i nakon niza napada na Amricar prisilio je Sike na povlačenje na brda Sivalik.
Sledeći guru, Guru Har Raj, održavao je svoj status na tim brdima pobeđujući lokalne pokušaje zauzimanja sikske zemlje i igrajući neutralnu ulogu u borbi za vlast dvojice sinova Šaha Džahana, Aurangzeba i Dara Šikoha, za kontrolu nad Mugalskim carstvom. Deveti guru, Guru Teg Bahadur, preselio je siksku zajednicu u Anandpur i uveliko je putovao i propovedao u otporu Aurangzebu, koji je pokušao da postavi Ram Raja kao novog gurua. Guru Teg Bahadur pomagao je Kašmirskim Panditima u izbegavanju prelaska na islam i Aurangzeb ga je uzapsio. Kada mu je ponuđen izbor između preobraćenja u islam i smrti, on je izabrao da ostane dosledan svojim principima, te je pogubljen.

## Literatura
- Heath, Ian (2005), The Sikh Army 1799-1849, Osprey Publishing (UK), ISBN 1-84176-777-8
- Kalsi, Sewa Singh (2005), Sikhism, Religions of the World, Chelsea House Publications, ISBN 978-0-7910-8098-6
- Markovits, Claude (2004), A history of modern India, 1480-1950, London, England: Anthem Press, ISBN 978-1-84331-152-2
- Jestice, Phyllis G. (2004), Holy people of the world: a cross-cultural encyclopedia, Volume 3, ABC-CLIO, ISBN 978-1-57607-355-1
- Johar, Surinder Singh (1975), Guru Tegh Bahadur, University of Wisconsin--Madison Center for South Asian Studies, ISBN 81-7017-030-3
- Singh, Pritam (2008), Federalism, Nationalism and Development: India and the Punjab Economy, Routledge, стр. 25—26, ISBN 978-0-415-45666-1
- Nesbitt, Eleanor (2005), Sikhism: A Very Short Introduction, Oxford University Press, USA, стр. 61, ISBN 978-0-19-280601-7
- Volume 2: Evolution of Sikh Confederacies (1708–1769). 1999. ISBN 978-81-215-0540-6., By Hari Ram Gupta. (Munshiram Manoharlal Publishers. Date:. , 383 pages, illustrated).
- The Sikh Army (1799–1849) (Men-at-arms). 2005. ISBN 978-1-84176-777-2., By Ian Heath. (Date:. ).
- The Heritage of the Sikhs By Harbans Singh. 1994. ISBN 978-81-7304-064-1.. (Date:. ).
- Sikh Domination of the Mughal Empire. ISBN 978-81-215-0213-9.. (Date: 2000, Second Edition. ).
- The Sikh Commonwealth or Rise and Fall of Sikh Misls. ISBN 978-81-215-0165-1.. (Date: 2001, revised edition. ).
- Maharaja Ranjit Singh, Lord of the Five Rivers, By Jean-Marie Lafont. 2002. ISBN 978-0-19-566111-8.(Oxford University Press. Date:. ).
- History of Panjab, By Dr L. M. Joshi and Dr Fauja Singh.

## Spoljašnje veze
- Ganda Singh. „Gobind Singh Guru (1666-1708)”. Encyclopaedia of Sikhism. Punjabi University Patiala. Архивирано из оригинала 8. 5. 2014. г. Приступљено 11. 8. 2014.